# Lorraine 28
Il Lorraine 28 era un veicolo trasporto truppe su telaio 6×4, prodotto dalla francese Lorraine-Dietrich e utilizzato dall'Esercito francese durante la seconda guerra mondiale.

## Storia
Fin dagli inizi degli anni trenta, il veicolo standard per il trasporto dei dragons portés delle nuove divisioni leggere di cavalleria (division légère de cavalerie o DLC), ovvero dei fanti meccanizzati che avrebbero dovuto seguire e supportare i carri armati, era rappresentato dal semicingolato Citroën-Kégresse P19, capace di trasportare una mezza squadra di 7 uomini oltre il conduttore. Tuttavia il veicolo non offriva nessuna protezione al personale trasportato e la bassa velocità del mezzo rallentava le unità di cavalleria corazzata, rendendo la fanteria ulteriormente vulnerabile. Venne lanciato un programma di valutazione per un nuovo veicolo (il cosiddetto type K) leggermente blindato, a cielo aperto e dalla sagoma sfuggente, in cui vennero valutati i ruotati Berliet VDPK e Renault URK e il semicingolato Citroën-Kégresse P26. Il programma non ebbe seguito perché la mutata dottrina d'impiego dei dragons portées, che richiedeva un rapido schieramento sul campo di battaglia, sacrificando la protezione a favore di velocità e capacità di trasporto.
La Direzione di Cavalleria si orientò quindi verso un nuovo tipo di mezzo per i dragons portés delle DLC, capace di trasportare un'intera squadra di 10 uomini. Riducendo il numero di mezzi necessari a schierare un reggimento, l'economia realizzata (riduzione dei costi di acquisto e mantenimento, dei consumi di carburante, della lunghezza delle colonne e del numero di conduttori) superava ampiamente lo scotto di un mezzo grande e poco sfuggente sul campo di battaglia; parallelamente i progressi tecnologici consentirono di superare il principale limite dei cingolati Citroën-Kégresse, ovvero la ridotta velocità.
Nell'ottobre 1934 vennero valutati due veicoli a sei ruote: il Lorraine 28 6×4, realizzato su licenza Tatra, e il Laffly S20TL 6×6, su licenza Austro-Daimler. Il mezzo della Lorraine era basato sul telaio a passo accorciato del Lorraine 72 (versione su licenza del Tatra 72), precedentemente scartato come veicolo a 7 posti per dragons portés, con sei ruote indipendenti e quattro ruote motrici. Le prove si conclusero con una sostanziale parità, cosicché entrambi i mezzi vennero acquisiti nel 1935. Il mezzo della Lorraine venne assegnato al 4e Régiment de dragons portés della 4e DLM, alle compagnie del genio delle stesse divisioni e al 5e e 17e Bataillon de chasseurs portés delle divisioni corazzate; le prove si protrassero fino al 1936 e le consegne iniziarono nel 1937, per essere completate, per quanto riguarda i reggimenti dei dragoni, nel 1939. La produzione non andò oltre, in quanto già nel 1937 il concorrente a trazione integrale della Laffly aveva chiaramente dimostrato la sua superiorità per potenza del motore e aderenza su terreno vario.

## Tecnica
Il mezzo, derivato dalla copia francese del Tatra 72, era caratterizzato da un telaio basato su un tubo in acciaio, dotato nella parte anteriore di una flangia per il motore e il blocco di trasmissione. Nella parte posteriore sono due assi motori con assi pivotanti. Il motore era una quadricilindrico a benzina da 4710 cm³, erogante 55 CV. Sul muso il veicolo era dotato di due ruotini gemellati folli, che dovevano agevolare il superamento di ostacoli. Nell'allestimento standard trasporto truppe i militari erano trasportati nel vano posteriore rigido, accessibile solo dai portelli posteriori, su due panche in legno affrontate, da quattro posti ciascuna. Nel vano di guida prendevano posto il conduttore e il caposquadra. Sulle fiancate erano fissati i cofani per gli equipaggiamenti.

## Versioni

### Armée de terre
- versione standard trasporto truppe, 10 posti.
- versione genio per sapeurs portés[3].
- versione posto comando Lorraine 28 PC: dotata di due radio ER 30 e ER 50. Ordinata in 30 esemplari nel 1937, all'entrata in guerra della Francia risultavano in servizio 10 esemplari[6][7].
- versione cisterna: su telaio a passo lungo (3,2 m). Nel 1937 furono consegnate al 4e Régiment de dragons portés 6 cisterne per benzina e 2 per acqua[8].
- versione blindata: due esemplari per l'impiego in Marocco[1][9][10].

### Armée de l'air
- versione cisterna: con cisterna Satam da 2000 l per benzina avio, priva dei ruotini sul muso[11].